# 8e armée (Empire allemand)
Pour les articles homonymes, voir 8e armée et 8e armée (Allemagne).
La 8e armée / 8e haut commandement de l'armée (AOK 8) est le nom donné à l'unité majeure de l'armée allemande et à ses autorités de commandement associées pendant la Première Guerre mondiale (1914-1918) Elle est utilisée sur le front de l'Est et comprend plusieurs corps d'armée ou de réserve ainsi que de nombreuses troupes spéciales. Parfois, on l'appelle «l'armée de Niémen».

## Histoire
Lorsque la mobilisation allemande commence le 2 août 1914, le 8e haut commandement de l'armée est établi à Posen. Elle a déménagé à Marienbourg le 8 août. La tâche de l'armée est de défendre la province de Prusse-Orientale contre une attaque attendue de l'armée russe. Les forces suivantes sont disponibles à cet effet :
| - 1er corps d'armée sous Hermann von François - 17e corps d'armée sous August von Mackensen à Deutsch Eylau - 20e corps d'armée sous Friedrich von Scholtz - 1er corps de réserve sous Otto von Below à Nordenbourg - 3e division de réserve sous Kurt von Morgen à Hohensalza - 1re division de cavalerie sous Hermann Brecht à Gumbinnen |

Comme prévu dans les plans d'avant-guerre, après la déclaration de guerre à la Russie (1er août), le commandement suprême de l'armée allemande rassemble donc à l'est, avec la 8e armée, une force importante qui comptent 10½ divisions d'infanterie et 1 division de cavalerie.
Après l'échec de la bataille de Gumbinnen (19-20 août 1914) et la chute de la majeure partie de la Prusse-Orientale aux mains des troupes russes, numériquement très supérieures, le commandant en chef, le colonel général Maximilian von Prittwitz, envisage de battre en retraite derrière la Vistule. Il est donc relevé de ses fonctions. Son successeur, le général d'infanterie Paul von Hindenburg et son chef d'état-major Erich Ludendorff remporte la bataille de Tannenberg (26-30 août 1914) et la bataille des lacs de Mazurie (6-14 septembre 1914). Après ces batailles, la majeure partie des unités subordonnées à l'armée sont temporairement transférées dans le sud de la Pologne à la 9e armée nouvellement créé, pour laquelle la plupart du personnel est également utilisé. Le nouveau commandant en chef de la 8e armée est temporairement Richard von Schubert (de). Hindenburg, qui prend la tête de la 9e armée, s'est déjà vu confier par l'Empereur, à cette époque, le "commandement général de toutes les opérations à l'est" 
Après la formation de la 10e armée en Prusse-Orientale au début de l'année 1915, les deux armées sont impliquées dans la bataille d'hiver en Mazurie du 7 au 22 février 1915.
Au cours des offensives réussies des puissances centrales sur le front de l'Est, certaines réorganisations sont effectuées au printemps 1915 pour refléter la nouvelle orientation du front. En Courlande, dans le cadre d'une attaque de diversion à l'offensive Gorlice-Tarnów, seul le 39e corps de réserve (de) opère initialement. Celui-ci est élargi après un important renforcement le 22 avril 1915 pour former la division d'armée Lauenstein et placée sous le commandement direct du commandant en chef de l'Est. Au fur et à mesure que des troupes supplémentaires s'ajoutent et que l'offensive prend de plus grandes proportions sur la section nord du front oriental également, le commandement du groupe d'assaut a dû être réformé. Le 8e haut commandement de l'Armée à Tilsit est retiré du front et le 26 mai 1915, il se voit confier le commandement des forces allemandes en Courlande. En même temps, l'armée est rebaptisée l'armée de Niémen. Le nouveau quartier général du haut commandement de l'armée devient Schaulen le 28 juillet 1915.
Le nom de 8e armée est utilisé par procuration par le commandement général du 20e corps d'armée du général d'artillerie Friedrich von Scholtz et de son chef d'état-major, le lieutenant-colonel Adolf von Schwerin. Le quartier général est resté à Lyck pendant presque toute la période précédant la dissolution de cette armée le 29 septembre 1915.
Ce n'est que le 30 décembre 1915 que l'armée du Niémen est rebaptisée 8e armée, rétablissant ainsi le haut commandement de l'armée dans sa désignation initiale. À partir du 4 octobre 1916, le haut commandement de l'armée reçoit une nouvelle mission. Le commandant en chef Otto von Below doit commander les troupes allemandes en Macédoine. Le haut commandement de l'armée le suit maintenant pour former le groupe d'armées Below. À la tête de la 8e armée se trouve l'ancien 12e haut commandement de l'armée. Le quartier général reste pour l'instant à Schaulen, mais est transféré à Mitau en avril 1916. Après la prise de Riga au début du mois de septembre 1917, il se trouve à Riga du 15 septembre 1917 au 31 décembre 1918.

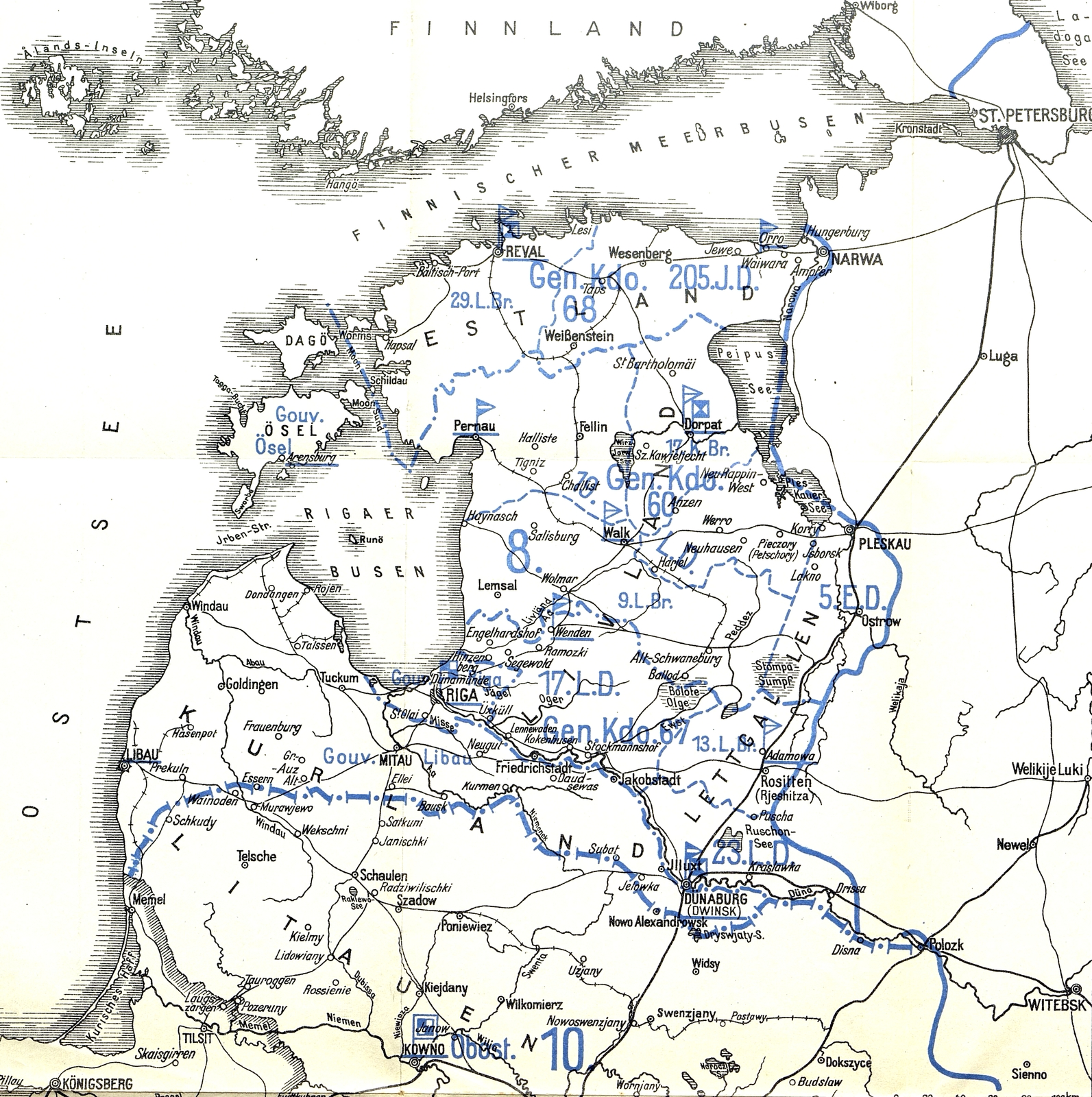
La 8e armée dans les États baltes occupés (été 1918).

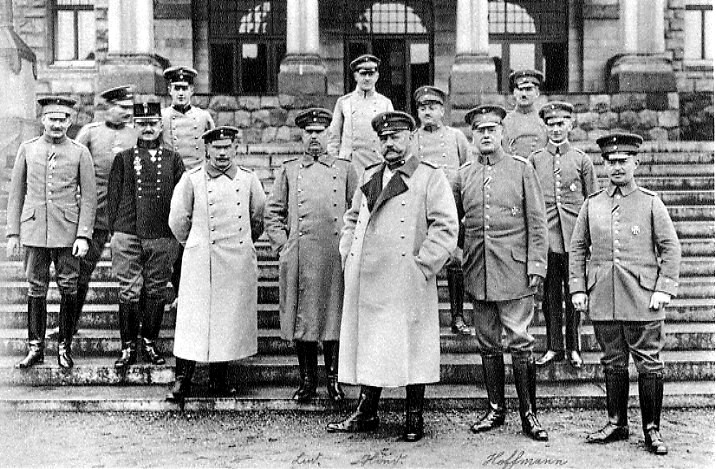
L'état-major de la 8e armée sous Hindenburg.

En mars 1918, afin de forcer la paix avec les Soviétiques (Opération Faustschlag), la 8e armée traverse la Daugava et occupe toute la région de la Baltique jusqu'à la ligne Narva-Peipussee - Dorpat. Jusqu'à la fin de la guerre en novembre 1918, les commandements suivants sont établis :
- Reval : 68e corps d'armée (de) (lieutenant-général von Seckendorff (de))
- Dorpat : 60e corps d'armée (de) (lieutenant-général von Estorff)
- Dünaburg : 67e corps d'armée (de) (lieutenant-général von Scheffer-Boyadel)

Le quartier général de la 8e armée doit être ramené à Königsberg après la retraite du 12 janvier 1919.